# ماركو كوفاك
ماركو كوفاك (بالصربية: Марко Ковач)‏ هو مهندس معماري ومخرج صربي، ولد في 9 أبريل 1981 في بلغراد في صربيا.

## وصلات خارجية
- ماركو كوفاك على موقع IMDb (الإنجليزية)
- ماركو كوفاك على موقع ألو سيني (الفرنسية)
- ماركو كوفاك على موقع كينوبويسك (الروسية)